# Keystone B-3
Keystone B-3A là một loại máy bay ném bom được phát triển cho Quân đoàn Không quân Lục quân Hoa Kỳ vào cuối thập niên 1920.

## Biến thể
LB-10
LB-10A
B-3A
B-5A

## Quốc gia sử dụng
United States
- Quân đoàn Không quân Lục quân Hoa Kỳ

 Philippines
- Quân đoàn Không quân Lục quân Philippines

## Tính năng kỹ chiến thuật (B-3A)

### Đặc điểm riêng
- Tổ lái: 5
- Chiều dài: 48 ft 10 in (14,9 m)
- Sải cánh: 74 ft 8 in (22,8 m)
- Chiều cao: 15 ft 9 in (4,8 m)
- Diện tích cánh: 1.145 ft² (106,4 m²)
- Trọng lượng rỗng: 7.705 lb (5.875 kg)
- Trọng lượng có tải: 12.952 lb (5.875 kg)
- Động cơ: 2 × Pratt & Whitney R-1690-3, 525 hp (392 kW) mỗi chiếc

### Hiệu suất bay
- Vận tốc cực đại: 114 mph (98 kn, 183 km/h)
- Vận tốc hành trình: 98 mph (85 kn, 158 km/h)
- Tầm bay: 860 mi (760 nmi, 1,400 km)
- Trần bay: 12.700 ft (3.870 m)
- Vận tốc lên cao: 530 ft/phút (2,7 m/s)
- Lực nâng của cánh: 11,31 lb/ft² (55,42 kg/m²)
- Lực đẩy/trọng lượng: 0,0811 hp/lb (133 W/kg)

### Vũ khí
- 3 súng máy.30 in (7,62 mm)
- 2.500 lb (1.100 kg) bom